# Carybdea morandinii
Carybdea morandinii es un hidrozoo de la familia Carybdeidae.
La especie ha sido identificada en el zoológico de Hamburgo, en un coral traído desde el este de Asia . Su distribución en los océanos es incierta.